# El Tucuche
El Tucuche – szczyt górski na Trynidadzie, w paśmie Northern Range, o wysokości 936 m n.p.m.
Na szczycie występują różne gatunki endemiczne, m.in. Phyllodytes auratus z rodziny rzekotkowatych. 
U stóp szczytu znajduje się dwutysięczne miasteczko Loango.